# زبدين (النبطية)
زبـديــن Zebdine' قرية في قضاء النبطية التابع لمحافظة النبطية في الجنوب اللبناني.
تعلو زبدين عن سطح البحر 535 مترا، وهي تقع على تلة تشرف على طريق النبطية - حاروف. وتبعد عن مدينة النبطية كيلومترين، وعن بيروت 75 كيلومترا. وتبلغ مساحتها العقارية 4000 دونما، فيما يبلغ عدد سكانها 4000 نسمة تقريباً، منهم 1466 ناخبا (إحصاء 2005) وعدد وحداتها السكنية 975 وحدة و 225 وحدة تجارية.
نقل عدد كبير من أبناء البلدة سجلات نفوسهم إلى بيروت وأصبح يوجد عدد كبير منهم فيها، خصوصاً عائلة قبيسي وغيرها ممن أصبح أفرادها ضمن «لوائح شطب» الناخبين بالعاصمة، وخاصة في منطقة المصيطبة وأحيائها, اتكلنا على الله (بصوت عبدالله).

## التسمية
يرى أنيس فريحة في معجم أسماء المدن والقرى اللبنانية أن اسم زبدين مشتق من زبد  وهو اسم اله سامي معناه العطاء والسماء وتم إطلاقه على آلهة عدة عبر التاريخ، فيكون معناه أتباع الإله زبد كما شرح فريحة.
لكن أقوى شرح للاسم نراه في ارتباطه بكلمة الزبداني وهو اسم المدينة والمصيف الشهير في سورية، بحيث يصبح الاسمان مشتقان من جذر واحد، إذ أثبتت الدراسات اللغوية أن لزبداني (بكسر الأول وسكون الثاني) أصل آرامي (سرياني) واحد، هو زبد (بكسر الزين وسكون الباء) وجمعه هو زابادوناي Zabadonay وحين انتقلت الكلمة لليونانية بالقرن الرابع قبل الميلاد تغيرت إلى زابادوني Zabadony والأصل في الآرامية والعربية واحد، حيث المفرد منها زبد، ومعناه اللب أو لب الخير وخلاصته، أو زبدة الشيء، فدخلت إلى العربية باللفظ والمعنى نفسه.
ولأن الكلمة كانت تحمل معنى مقدسا عند الآراميين فقد أوجدوا لها إلهاً، وصنعوا له تمثالاً عبدوه وبنوا له المعابد والهياكل وجعلوه ابن الشمس (الإله الأكبر) وهو إيل المعروف في التاريخ، فسموه زبدئيل وهو اسم تسمى به ملوك آدوم والأنباط وتدمر، وما تزال بقاياه في عدد من مناطق العالم العربي، فهناك زيدل في لبنان، غربي شتورة. كما هناك ربدئيل في العراق، إضافة إلى زبدان في الجزيرة السورية على نهر الخابور، إلى جانب زبلان في اليمن، وهناك أيضا جبل زاباد. لذلك فان معنى زبدين يشير بقوة إلى مكان عبادة زبد، أو لنقل معبد زبد، أكثر مما هو أتباع الاله زبد لأنه اسم مكان، لا اسم قوم.
يثبت ذلك، أي ارتباط الاسم باله قديم، هو وجود بقايا معبد آرامي، من أعمدة وغيرها، كان مخصصا لعبادة الإله زابادوني، وهذا الاسم هو الاسم القديم لمدينة ومصيف الزبداني حاليا في سورية. وقد يكون الاسم من الآرامية سبدين أيضا، أي جهاز العروس، أو ربما كانت له علاقة بالزيدة وإنتاجها، بحيث يمكن للكلمة أن تعني مكان صنع الزبدة وهو تأويل ضعيف أمام قوة معبد زبد وهو المرجح على كل التفسيرات. لذلك فان زبدين، هذه البلدة الصغيرة بجنوب لبنان، وأي زبدين أخرى، معناها: معبد الاله زبد، وهو اله خرافي وأسطوري. أما سكان كل قرية اسمها زبدين فيعبدون الها واحدا خالق الكون والبشر ورب السماء والأرض والعالمين.
هناك قريتان في لبنان تحملان اسم زبدين أيضا، احداهما زبدين في قضاء جبيل، والثانية لا تبعد عنها أكثر من عشرة كيلومترات واسمها كرم زبدين وهي إحدى قرى وادي خالد في محافظة عكار. توجد أيضا قرية بزبدين وهي في قضاء بعبدا بمحافظة جبل لبنان. كما أن إحدى مزارع شبعا اللبنانية التي تحتلها إسرائيل اسمها مزرعة زبدين وتضم 571 منزلا. أما خارج لبنان فتوجد قرية اسمها زبدين في سورية، وهي إحدى قرى الغوطة بمحافظة ريف دمشق. توجد أيضا قرية في فلسطين اسمها «زبدة» في قضاء جنين، ويقولون ان اسمها كان زبدين، فاختصره سكانها الذين يقولون ان اسم زبدين هو آرامي الأصل ويعني مكان صنع الزبدة. كما هناك قرية زبدا الوسطيه في الأردن.

## القرى المجاورة
تقع زبدين وسط هلال جغرافي من القرى المتآلفة سكانيا في ما بينها، خصوصا من ناحية النسيج الاجتماعي والتاريخي الواحد، وهذه القرى هي: شوكين، جبشيت، حاروف (أقربها إلى زبدين) تول، كفور، مزرعة كفر الجوز، كفر رمان. أما النبطية فهي المدينة وعاصمة القضاء، ولا تبعد سوى كيلومترين عن زبدين.

## الأحياء
تنقسم زبدين إلى أحياء هي: الضيعة - ظهر المغارة - رأس الربعة - الحارة الفوقا - الميسة - عين الجمل - القناي - خلة المهدي - الحليش وقلعة المرج.

## التعليم
بدأت الدراسة في البلدة مطلع القرن العشرين على يد الشيخ عبد جمعة الذي كان يدير الكُتّاب في زبدين لتعليم القرآن ومبادئ اللغة والحساب، ثم أُنشئت مدرسة ذات معلم منفرد بأوائل الستينيات وتحولت إلى ابتدائية بإدارة أحمد مكي (حبوش) وتبعه محمد حسن موسى ثم حسن محمد قبيسي منذ مطلع السبعينيات حتى 1975 تاريخ توقفها عن العمل. وأخيراً تم بناء مدرسة متوسطة حديثة بمبادرة من «جمعية الهدى - زبدين» ومساهمة من قبل مجلس الجنوب. وقد بدأت بالعمل في العام الدراسي 1998/1999 بإدارة الأستاذ خليل زهري. كما تم أيضا في 2002 افتتاح المدرسة الأكاديمية الخاصة بمساهمة من بعض رجال الأعمال.
برز من أبناء زبدين عدد كبير في الحقول العلمية والاقتصادية والصحافية والاعلامية والسياسية والدينية في لبنان وبلاد الاغتراب، منهم من يعمل في مجالات الطب والهندسة الجوية والمعمارية وغيرها من المجالات0

## آثارُها
يقال إن زبدين القديمة كانت إلى الشمال من الحالية، وبمحلة تدعى «الخربة» أما الآن فتقع في الموقع الذي كان مخصصا لمدافن البلدة القديمة، بدليل العثور علـى مغـاور عدة هناك، وآخرها كان في العام 2000 حيث تم اكتشاف مغارة وسط البلدة في داخلها 16 لحداً وبقايا هياكل عظمية.

## مناخ زبدين
هواؤها معتدل برطوبة قليلة وتتعاقب عليها الفصول الأربع كبقية قرى الجنوب، وأجمل ما تبدو فيه زبدين هو حين يحل عليها الربيع، حيث يعتدل المناخ والهواء وتنتعش النفوس وتزهو المناظر بالزهور والورود وتفترش الخضرة السهول والجبال المحيطة بالقرية. أما في الصيف فتتحول زبدين إلى عروس بهية حيث يأتيها أبناؤها المقيمين في بيروت، أو حتى من بلاد الاغتراب، لتمضية عطلات نهاية الأسبوع، ومنهم من يمضي فيها أياما كثيرة من الصيف، فيحلو السمر ويتعارف أهلها المقيمون بأبنائها غير المقيمين. والمناخ في فصل الشتاء بارد بعض الشيء، وأحيانا تتساقط الثلوج على زبدين، فتبدو جميلة ومبتهجة أيضا. وفي الخريف يعتدل الطقس إلى حد ما، لكنه يظل باردا بعض الشي ومحتملا.
Zebdîne, Nabatîyé, Lebanon
Also known as Wadi Zebdine, Ouadi Zebdine, Zibdine, Zebdeene, or Zibdeene
The timezone in Zebdine is Asia/Beirut
Sunrise at 05:37 and Sunset at 17:52. It's light
Latitude: 33.3747222°, Longitude: 35.4630556°
Temperature: 13 °C / 55.4 °F Wind: 4.6 km/h North Cloud: Few at 2000 ft Broken at 2500 ft

## من علماء زبدين
الشيخ أسد الله بن محمود آل صفا العاملي الزبديني: ولد عام 1294 هـ في زبدين، وتوفي عام 1353 هـ. كان عالما وأديبا وشاعرا، تولى القضاء الشرعي الجعفري في صيدا، ودرس على السيد حسن يوسف مكي في النبطية، نشر الكثير من السعر في مجلة العرفان.

## الوصلات الخارجية
- الموقع الرسمي لقرية زبدين
- Zebdine,Lebanon Page
- أنظر المزيد عن زبدين

صورصور حديثة صور مميزة
لم يتم العثور على روابط لمواقع التواصل الاجتماعي.